# Герцке
Герцке (њем. Görzke) општина је у њемачкој савезној држави Бранденбург. Једно је од 38 општинских средишта округа Потсдам-Мителмарк. Према процјени из 2010. у општини је живјело 1.395 становника. Посједује регионалну шифру (AGS) 12069224.

## Географски и демографски подаци
Герцке се налази у савезној држави Бранденбург у округу Потсдам-Мителмарк. Општина се налази на надморској висини од 100 метара. Површина општине износи 75,2 km². У самом мјесту је, према процјени из 2010. године, живјело 1.395 становника. Просјечна густина становништва износи 19 становника/km².